# Новокишитское сельское поселение
Новокишитское се́льское поселе́ние — муниципальное образование в Арском районе Татарстана Российской Федерации.
Административный центр — село Новый Кишит.

## История
Статус и границы сельского поселения установлены Законом Республики Татарстан от 31 января 2005 года № 7-ЗРТ «Об установлении границ территорий и статусе муниципального образования "Арский муниципальный район" и муниципальных образований в его составе».

## Население
| 2010  | 2011  | 2012  | 2013  | 2014  | 2015  | 2016  |
| ----- | ----- | ----- | ----- | ----- | ----- | ----- |
| 1204  | ↘1203 | ↘1180 | ↘1173 | ↘1151 | ↘1132 | ↘1115 |
| 2017  | 2018  |       |       |       |       |       |
| ↘1094 | ↘1051 |       |       |       |       |       |

## Состав сельского поселения
| № | Населённый пункт | Тип населённого пункта       | Население |
| - | ---------------- | ---------------------------- | --------- |
| 1 | Кшкар            | село                         |           |
| 2 | Новый Кишит      | село, административный центр |           |
| 3 | Симетбаш         | деревня                      |           |
| 4 | Старый Кишит     | село                         |           |